# 名古屋市立上名古屋小学校
名古屋市立上名古屋小学校（なごやしりつ かみなごやしょうがっこう）は、名古屋市西区上名古屋三丁目の公立小学校。

## 歴史
1931年（昭和6年）2月28日に、金城小学校から分離独立し、名古屋市上名古屋尋常小学校として設立された。
1941年（昭和16年）4月、名古屋市上名古屋国民学校と改称した。
太平洋戦争で日本への空襲が本格化した1944年（昭和19年）8月、407人が三重県津市寺町に集団で疎開した。名古屋市街は1945年（昭和20年）3月に名古屋大空襲で被害を受け、7月の津空襲で寺町を含む津の市街も延焼した。児童は同年4月に明合村・椋本村（津の北西にあり現在は津市の一部）に再疎開しており、難を免れた。
1947年（昭和22年）4月1日に名古屋市立上名古屋小学校と改称した。

## 通学区域
- すべて名古屋市西区内
  - 貝田町[4]
  - 上名古屋一丁目[4]
  - 上名古屋二丁目[4]
  - 上名古屋三丁目[4]
  - 上名古屋四丁目[4]
  - 城西五丁目[4]
  - 浄心一丁目[4]
  - 浄心本通[4]
  - 城北町[4]
  - 田幡町[4]
  - 秩父通[4]

## 進学先中学校
- 名古屋市立浄心中学校[5]